# 1995年美國
|        | 美國歷史 \| 美國歷史年表                                                                                                   |
| 世紀： | 19世紀美國 \| 20世紀美國 \| 21世紀美國                                                                                     |
| 年代： | 1960年代美國 \| 1970年代美國 \| 1980年代美國 \| 1990年代美國 \| 2000年代美國 \| 2010年代美國 \| 2020年代美國               |
| 年份： | 1991年美國 \| 1992年美國 \| 1993年美國 \| 1994年美國 \| 1995年美國 \| 1996年美國 \| 1997年美國 \| 1998年美國 \| 1999年美國 |
| 紀年： | 美国独立219周年 |

## 聯邦政府

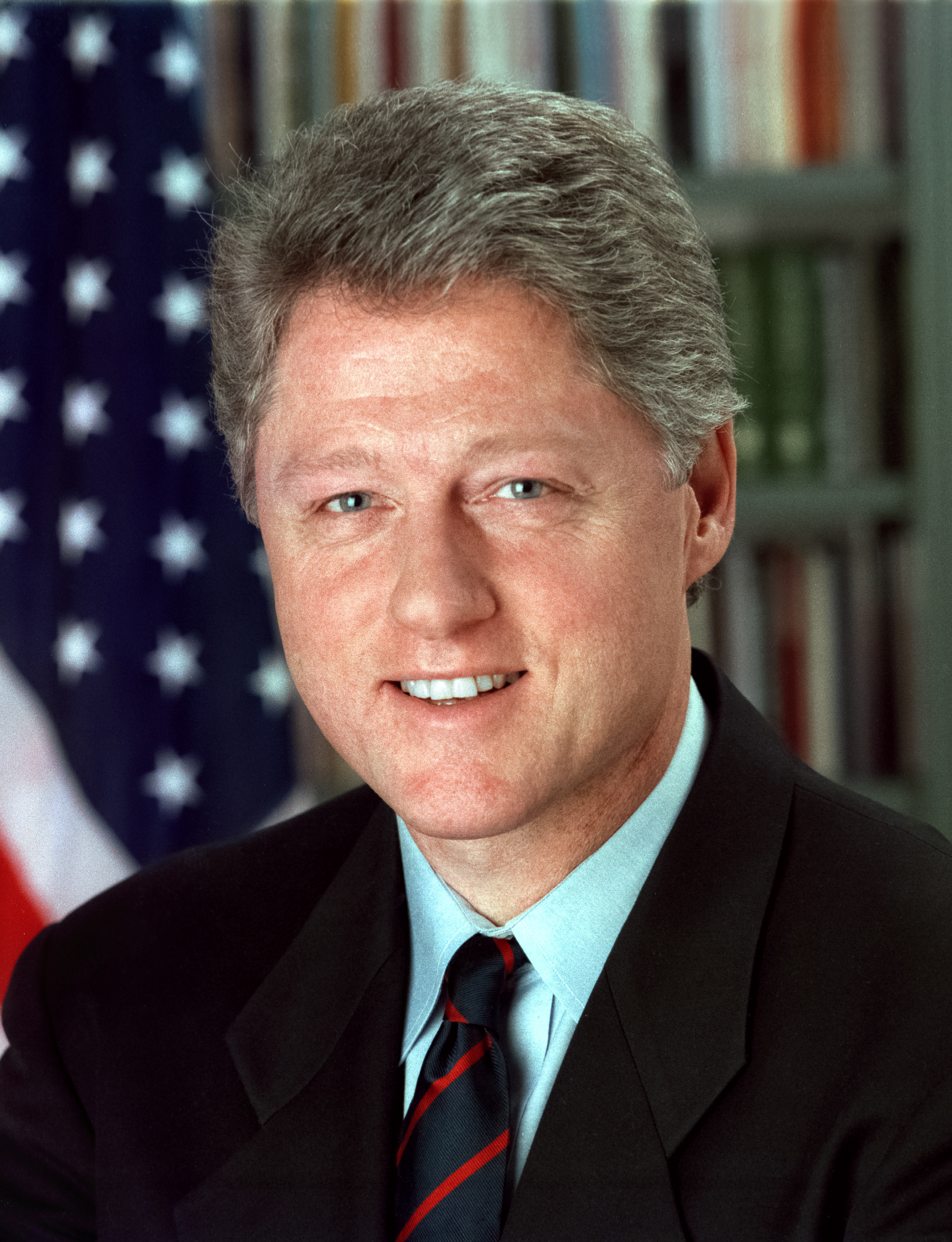
總統：比尔·克林顿
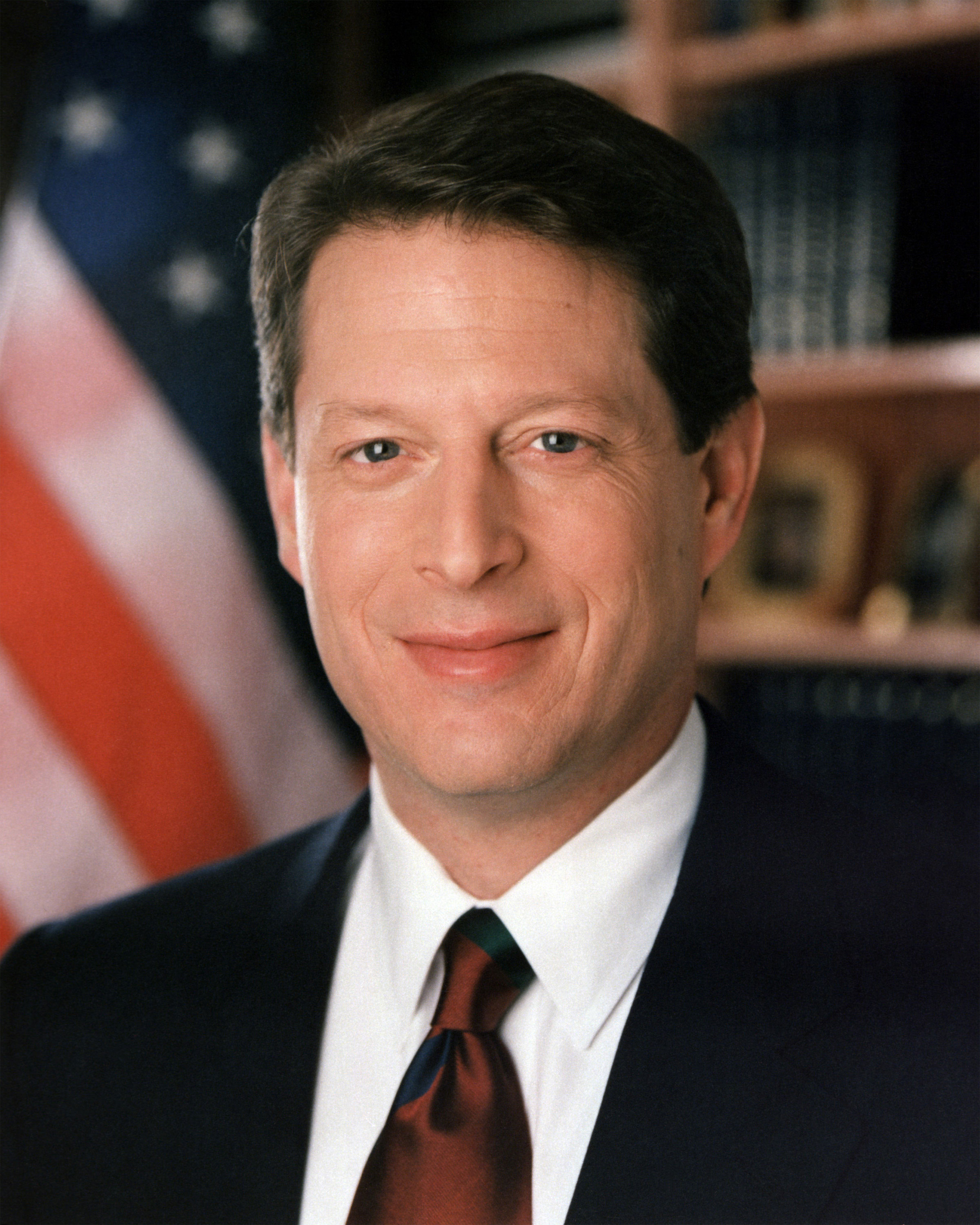
副總統：阿尔·戈尔
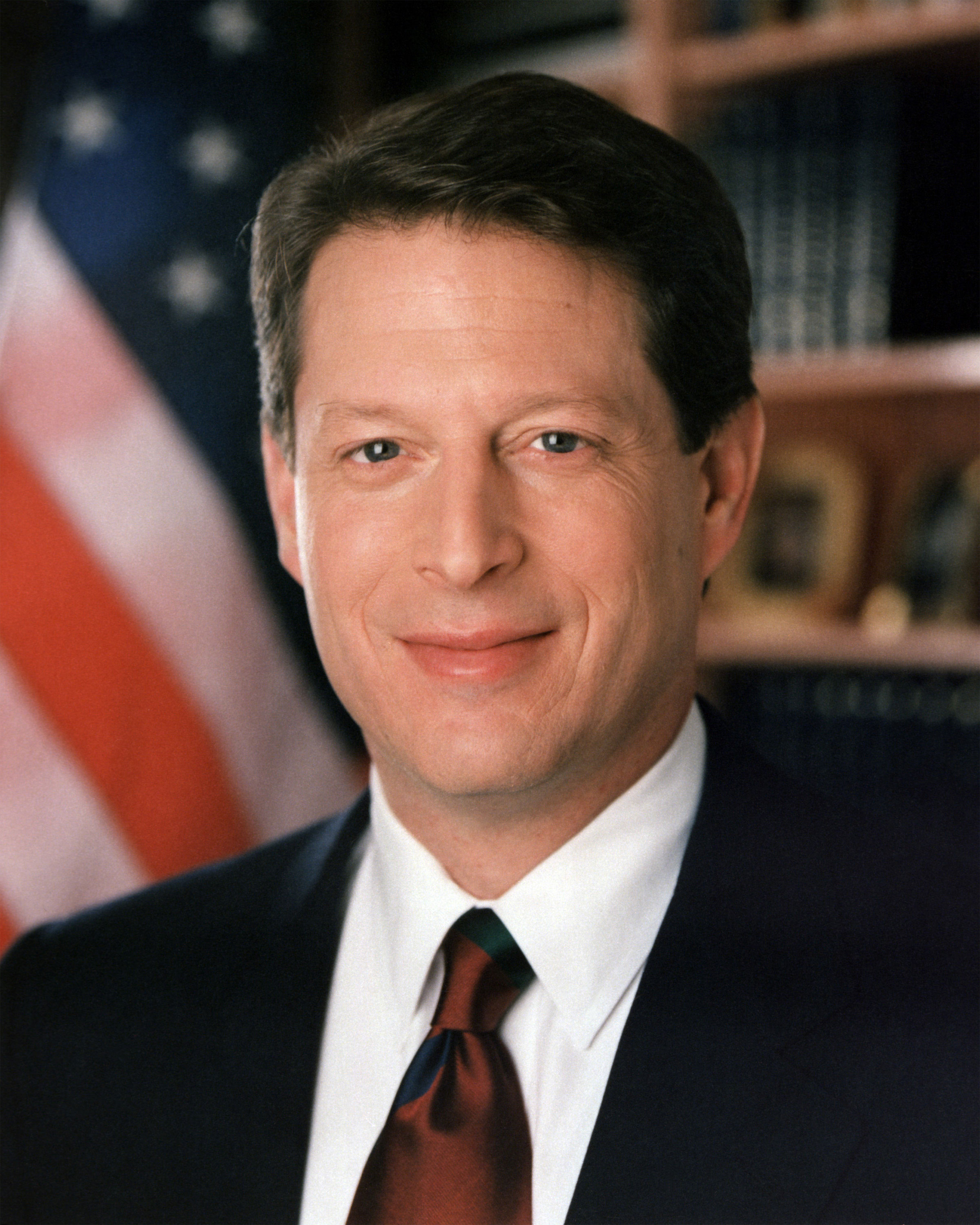
參議院議長：艾爾·高爾（副總統兼任）
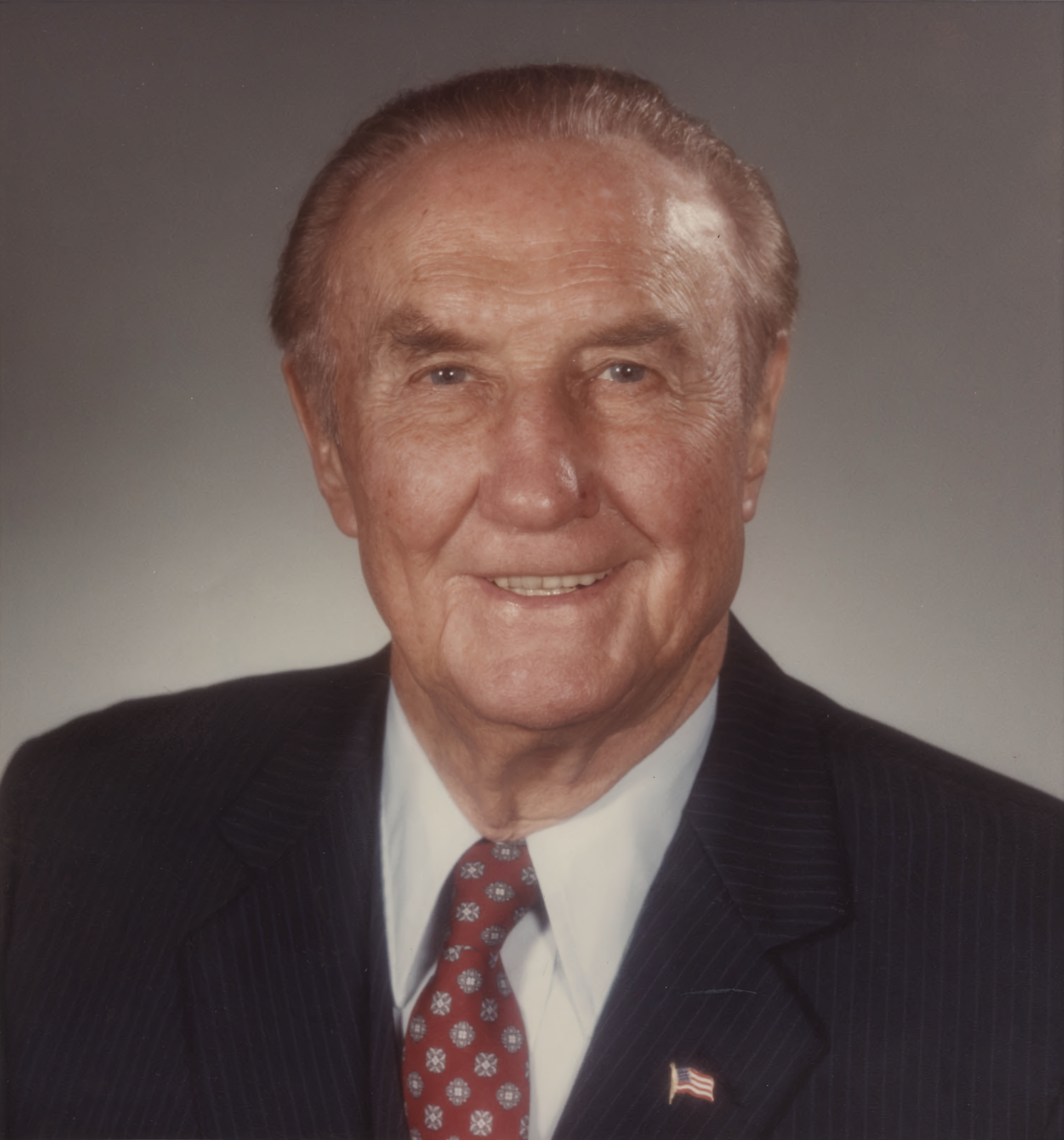
參議院臨時議長：斯特罗姆·瑟蒙德
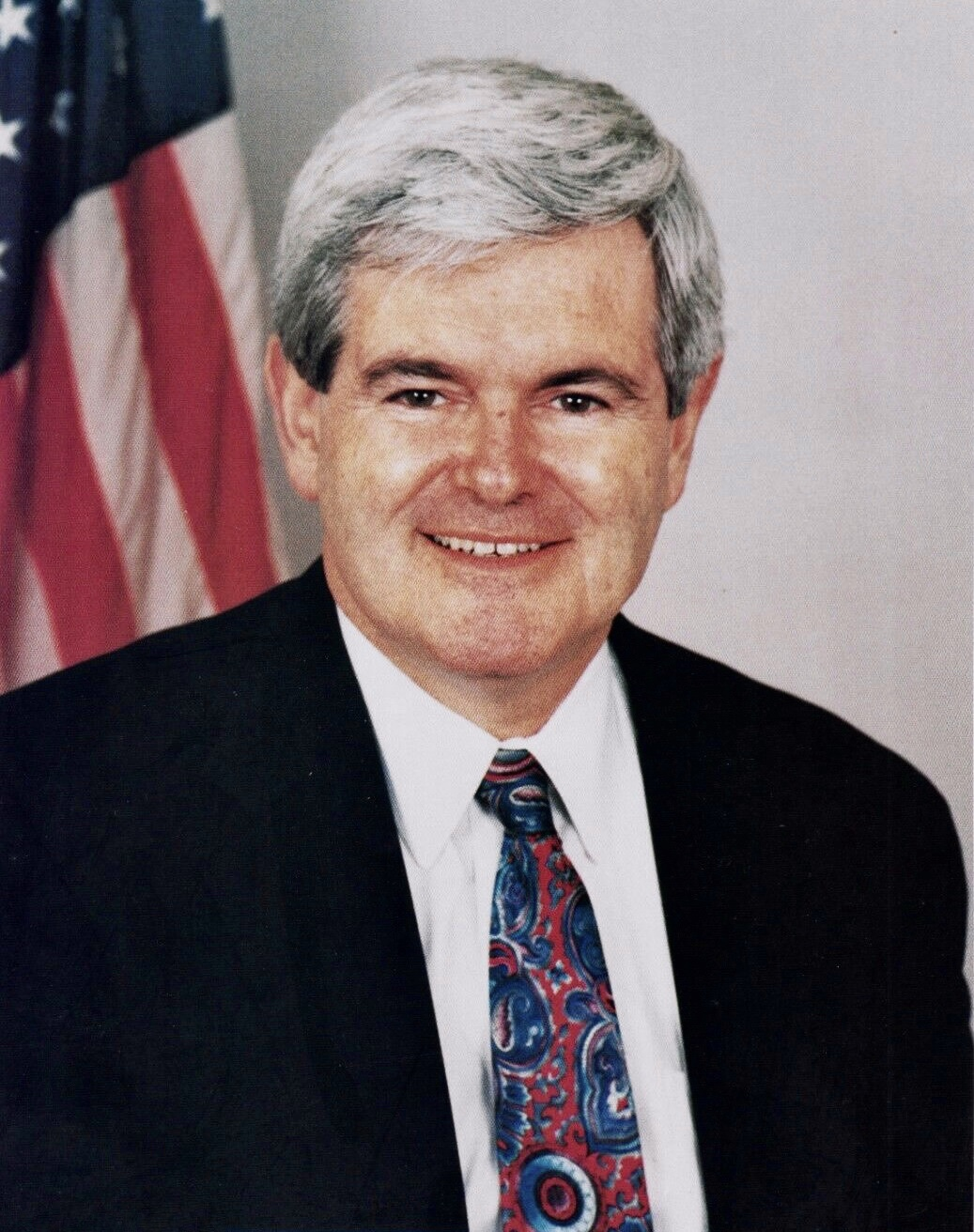
眾議院議長：紐特·金里奇
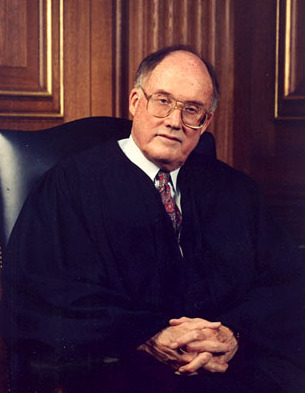
首席大法官：威廉·伦奎斯特

### 成員變動

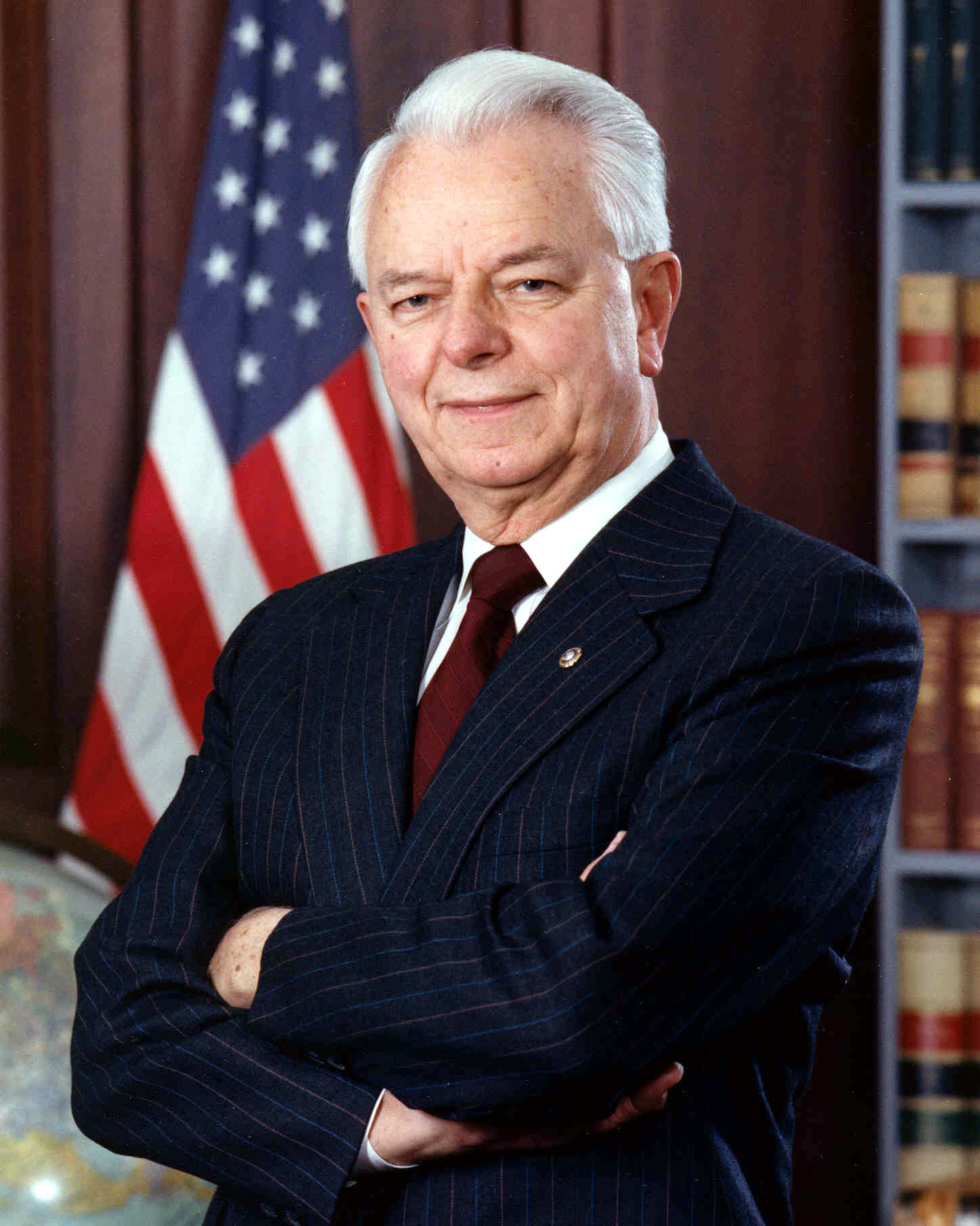
參議院臨時議長：羅伯特·伯德（任期屆滿）
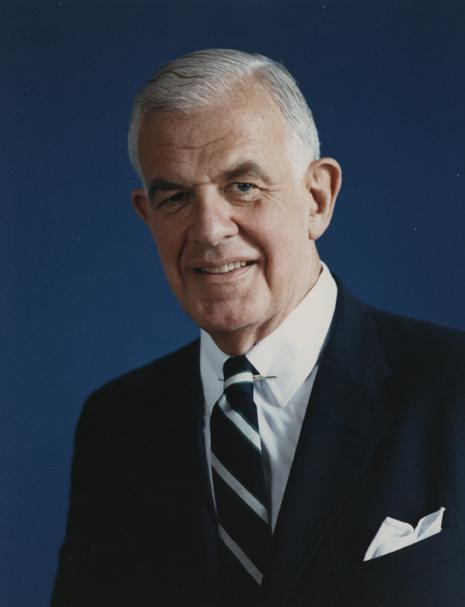
眾議院議長：湯姆·弗利（任期屆滿）

## 大事記

### 1月
- 1月24日——OJ·辛普森涉嫌殺妻案正式開庭審理。

### 4月
- 4月19日——美國奧克拉荷馬州聯邦大樓發生爆炸案，造成168人死亡。

### 6月
- 6月29日——亞特蘭提斯號实现了航天飞机与和平號空间站间的首次对接。

### 7月
- 7月12日——越南与美国建交。

### 8月
- 8月21日——大西洋東南航空529號班機空難

### 11月
- 11月22日——全世界第一部電腦動畫長片玩具總動員於美國上映，由皮克斯動畫工作室製作。

### 12月
- 12月7日——美國太空探測器伽利略號成功進入繞木星飛行軌道。
- 12月20日——美國航空965號班機空難